# Sulkava
Sulkava es un municipio de Finlandia. Se encuentra en la región de Savonia del Sur. El municipio tiene una población de 2.963 habitantes (31-03-2010) y se extiende por una superficie de 769,33 km² de los que 184,54 son agua. La densidad de población es de 3,85 habitantes por kilómetro cuadrado. El municipio es conocido sobre todo por una prueba de remo a larga distancia "Sulkavan Suursoudut", alrededor de Partalansaari ("Isla Partala") en Saimaa. El municipio es monolingüe finlandés.

## Enlaces externos

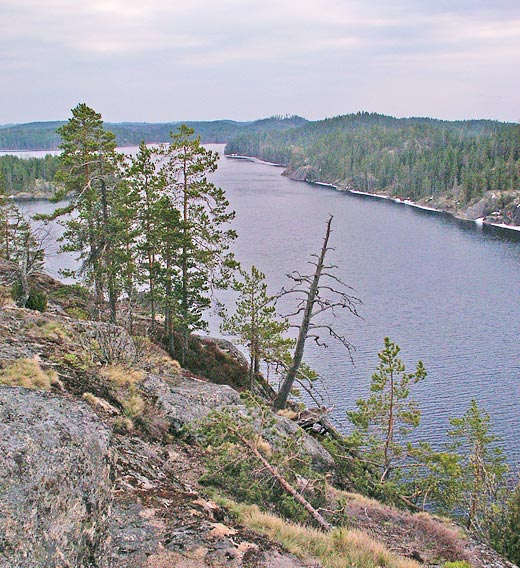
Una vista desde el Fuerte de la colina de Sulkava.